# Flip flop2
flip flop 2（フリップ・フロップ 2）は、日本のロックバンド、THE HIGH-LOWSの2枚目の企画アルバム。2003年11月12日発売。発売元はユニバーサルJ。

## 概要
- アルバム未収録曲を集めた企画アルバムの第2弾。前作と同じく、バージョン違いやカップリング曲等のレア音源で構成されている。
- 各楽曲の解説が付いている。
- 本作発売後から活動休止（ハイロウズとしては事実上の解散）までの間に、5枚のシングルが発売されている。それらの中には全9曲のアルバム未収録曲（ヴァージョン違いも含む）が存在しているが、現在までアルバムとしてまとめられないままとなっている（これは仮に通例に従った場合『flip flop3』となる）。なおいずれの未収録作も、2022年までに全て配信でリリースされている。

## 収録曲
| 全編曲: THE HIGH-LOWS。 |                                         |                                       |       |
| #                       | タイトル                                | 作詞・作曲                            | 時間  |
| 1.                      | 「魔羅 '69」                            | 甲本ヒロト                            | 3:32  |
| 2.                      | 「不死身の花 69 Mix」                   | 甲本ヒロト                            | 3:51  |
| 3.                      | 「タンポポ hang on version」            | 真島昌利                              | 4:05  |
| 4.                      | 「ユーのカー」                          | 甲本ヒロト                            | 4:59  |
| 5.                      | 「青春 lunch time version」             | 真島昌利                              | 7:07  |
| 6.                      | 「十四才 [SINGLE EDIT]」                | 甲本ヒロト                            | 6:00  |
| 7.                      | 「フルコート」                          | 甲本ヒロト                            | 4:23  |
| 8.                      | 「よろこびの歌 [Nancy Mix]」            | 真島昌利                              | 4:13  |
| 9.                      | 「天国野郎ナンバーワン [Live Version]」 | 真島昌利                              | 2:56  |
| 10.                     | 「いかすぜOK [Radio Edit]」             | 真島昌利                              | 4:45  |
| 11.                     | 「いかすぜOK」                          | 真島昌利                              | 11:27 |
| 12.                     | 「迷路 [Nancy Mix]」                    | 甲本ヒロト                            | 4:05  |
| 13.                     | 「ルイジアンナ」                        | - 大倉洋一（作詞） - 矢沢永吉（作曲） | 2:17  |
| 合計時間:               | 合計時間:                               | 合計時間:                             | 63:40 |

| 全編曲: THE HIGH-LOWS。 |                                            |               |       |
| #                       | タイトル                                   | 作詞・作曲    | 時間  |
| 1.                      | 「Too Late To Die [Nancy Mix]」            | 甲本ヒロト    | 3:04  |
| 2.                      | 「曇天 [Nancy Mix]」                       | 真島昌利      | 2:52  |
| 3.                      | 「一人で大人 一人で子供 [Nancy Mix]」      | 真島昌利      | 5:25  |
| 4.                      | 「俺たちに明日は無い [Nancy Mix]」         | 甲本ヒロト    | 3:23  |
| 5.                      | 「ななの少し上に [RADIO EDIT / MONO MIX]」 | 甲本ヒロト    | 3:38  |
| 6.                      | 「ecstasy [RADIO EDIT / MONO MIX]」        | 甲本ヒロト    | 4:36  |
| 7.                      | 「毛虫 [RADIO EDIT / MONO MIX]」           | 甲本ヒロト    | 3:52  |
| 8.                      | 「マミー [RADIO EDIT / MONO MIX]」         | 真島昌利      | 6:15  |
| 9.                      | 「映画 [RADIO EDIT / MONO MIX]」           | 甲本ヒロト    | 3:51  |
| 10.                     | 「夏なんだな」                             | 真島昌利      | 2:59  |
| 11.                     | 「プール帰り」                             | 真島昌利      | 5:39  |
| 12.                     | 「ジェリーロール」                         | 真島昌利      | 4:19  |
| 13.                     | 「セクシーナンシーモーニングララバイ」     | THE HIGH-LOWS | 4:12  |
| 14.                     | 「狼ウルフ」                               | THE HIGH-LOWS | 4:44  |
| 15.                     | 「オクラホマデスカ?」                      | THE HIGH-LOWS | 5:16  |
| 合計時間:               | 合計時間:                                  | 合計時間:     | 64:05 |

### 楽曲解説

#### Disc 1
「魔羅 '69」
シングル「青春」収録。
「不死身の花 69 Mix」
シングル「FLOWER」収録。
「タンポポ hang on version」
シングル「FLOWER」収録。
「ユーのカー」
シングル「FLOWER」収録。
「青春 lunch time version」
シングル「FLOWER」収録。
「十四才 [SINGLE EDIT]」
シングル「十四才/フルコート」収録。
「フルコート」
シングル「十四才/フルコート」収録。
「よろこびの歌 [Nancy Mix]」
シングル「ニューヨーク」収録。
「天国野郎ナンバーワン [Live Version]」
シングル「ニューヨーク」収録。
「いかすぜOK [Radio Edit]」
販促盤に収録。販促盤のジャケットはオレンジ色である。後にベストアルバム「FLASH 〜BEST〜」にはこちらのバージョンが収録された。
「いかすぜOK」
シングル「いかすぜOK」収録。
「迷路 [Nancy Mix]」
シングル「いかすぜOK」収録。
「ルイジアンナ」
キャロルのカバー。

#### Disc 2
「Too Late To Die [Nancy Mix]」
シングル「Too Late To Die」収録。
「曇天 [Nancy Mix]」
シングル「Too Late To Die」収録。
「一人で大人 一人で子供 [Nancy Mix]」
シングル「一人で大人 一人で子供/俺たちに明日は無い」収録。
「俺たちに明日は無い [Nancy Mix]」
シングル「一人で大人 一人で子供/俺たちに明日は無い」収録。
「ななの少し上に [RADIO EDIT / MONO MIX]」
アルバム「angel beetle」収録曲のモノラルバージョン。
「夏なんだな」
シングル「夏なんだな」収録。後にベストアルバム「FLASH 〜BEST〜」にも収録。
「プール帰り」
シングル「夏なんだな」収録。
「ジェリーロール」
シングル「夏なんだな」収録。
「セクシーナンシーモーニングララバイ」
シングル「十四才/フルコート」シークレット・トラック。
「#狼ウルフ」
シングル「Too Late To Die」シークレット・トラック。
「オクラホマデスカ?」
シングル「一人で大人 一人で子供/俺たちに明日は無い」シークレット・トラック。

## 参加ミュージシャン
THE HIGH-LOWS
- 甲本ヒロト ：ボーカル、ブルースハープ
- 真島昌利：ギター、コーラス
- 調先人：ベース、コーラス
- 大島賢治：ドラムス、コーラス